# UEオロト
ウニオ・エスポルティーバ・オロト（S.A.D.Unió Esportiva Olot, S.A.D.）は、スペイン・カタルーニャ州ジローナ県ウロットに本拠地を置くサッカークラブチーム。現在はテルセーラ・ディビシオンRFEFに所属している。
「UEウロット」とも表記される。

## 歴史
ウロットで初めてサッカーの試合が行われたのは1902年。1912年、ウロットに「オロト・デポルティーボ」と「SCオロト」の2つがサッカークラブとして設立された。しかし、公式戦を一度たりともプレーすることなくこれらのクラブは消滅し、1921年に「UEオロト」が創立。これ以降、プロ化を目指したUEオロトは解体されることなく、現在も存続している。

## 過去の成績
| シーズン | レベル | ディヴィジョン       | 順位 | コパ・デル・レイ |
| -------- | ------ | -------------------- | ---- | ---------------- |
| 2009/10  | 6      | セグンダ・カタラナ   | 2位  |                  |
| 2010/11  | 5      | プリメーラ・カタラナ | 1位  |                  |
| 2011/12  | 4      | テルセーラ           | 8位  |                  |
| 2012/13  | 4      | テルセーラ           | 1位  |                  |
| 2013/14  | 3      | セグンダB            | 14位 | 2回戦敗退        |
| 2014/15  | 3      | セグンダB            | 13位 |                  |
| 2015/16  | 3      | セグンダB            | 18位 |                  |
| 2016/17  | 4      | テルセーラ           | 1位  |                  |
| 2017/18  | 3      | セグンダB            | 15位 | 3回戦敗退        |
| 2018/19  | 3      | セグンダB            | 10位 |                  |
| 2019/20  | 3      | セグンダB            | 7位  | 1回戦敗退        |

- 6シーズン セグンダ・ディビシオンB (3部)
- 28シーズン テルセーラ・ディビシオン (4部)

## 歴代監督
- ラモン・カルデレ 2016-2017

## 歴代所属選手
- カルロス・マルティネス 2012-2015
- ヘルマン 2014-2015